# Goonallica roseonitens
Goonallica roseonitens är en fjärilsart som beskrevs av Leo Andrejewitsch Sheljuzhko. Goonallica roseonitens ingår i släktet Goonallica och familjen nattflyn. Inga underarter finns listade i Catalogue of Life.